# Альшанка (река)
Альша́нка — река в России, в Екатериновском районе Саратовской области. Левый приток Сердобы.

## Описание
Длина реки составляет 55 км, площадь бассейна — 532 км². Берёт начало недалеко от северо-западной окраины посёлка Екатериновка. В верховьях течёт на северо-восток, затем на северо-северо-восток. Впадает в Сердобу по левому берегу в 72 км от её устья, в 2 км ниже (западнее) села Михайловка.
Река в верховьях пересыхающая. В нижней половине сохранились старицы от старых русел. Сток реки и притоков зарегулирован.
На берегах расположены населённые пункты (от истока) Кипцы, д. Михайловка, Фонщина, Альшанка, Рождественский, с. Шиловка, Андреевка (Андреевское мун. обр.). В бассейне также находятся Екатериновка (частично), Индустриальный и другие.
Название произошло от зарослей ольхи по берегам, начальная буква «а» скорее всего связана с особенностями местного говора.
Основные притоки (от устья, в скобках указана длина в км):
- 21 км лв: река в овраге Вязовый (14)
- 28 км пр: река в овраге Дунькин (10)
- 42 км лв: река в овраге Трофимовский (11)

## Данные водного реестра
По данным государственного водного реестра России относится к Донскому бассейновому округу, водохозяйственный участок реки — Хопёр от истока до впадения реки Ворона, речной подбассейн реки — Хопер. Речной бассейн реки — Дон (российская часть бассейна).
Код объекта в государственном водном реестре — 05010200112107000005469.